# Ruprecht z Palatynatu (arcybiskup Kolonii)
Ruprecht z Palatynatu (ur. 27 lutego 1427 r., zm. 16 lipca 1480 r.) – arcybiskup Kolonii i książę-elektor Rzeszy od 1463 r. z rodu Wittelsbachów.

## Życiorys
Ruprecht był synem palatyna reńskiego Ludwika III i Matyldy sabaudzkiej. Jako najmłodszy syn od początku był przeznaczony do kariery duchownej. Już jako dziecko został kanonikiem katedralnym w Moguncji, uczył się na uniwersytetach w Heidelbergu i Kolonii. Kolejno otrzymywał następne godności kościelne (m.in. diakon w Kolonii, prepozyt katedralny w Würzburgu). 
W 1463 r., po śmierci arcybiskupa Kolonii Dytryka II z Moers, kapituła katedralna wybrała Ruprechta na jego następcę – zapewne staraniem starszego brata Ruperta, palatyna reńskiego Fryderyka. W kolejnym roku Ruprecht został przez papieża zatwierdzony na tym stanowisku. Jednak jego rządy w diecezji były ograniczone – tuż przed jego wyborem kapituła oraz rycerstwo i mieszczanie z diecezji zawarli porozumienie ograniczające wpływ arcybiskupa na politykę fiskalną. Ruprecht, który zastał także długi zaciągnięte przez jego poprzednika (a wiele dóbr przezeń zastawionych) wkrótce odrzucił to porozumienie. Korzystając z posiłków wojskowych od brata, próbował w 1471 r. zdobyć kontrolę nad cłami na Renie, jednak bezskutecznie. Nie powiodła się też próba opanowania Neuss w 1472 r. W tym samym roku papież Sykstus IV wyklął Ruprechta z uwagi na zaniedbanie zobowiązań dłużnych. Powstał sojusz kapituły z większymi miastami diecezji skierowany przeciwko arcybiskupowi. 
W marcu 1473 r. kapituła wybrała na administratora diecezji Hermana z Hesji. Ruprecht sprzymierzył się z księciem Burgundii Karolem Zuchwałym, ale podjęta wraz z nim w 1474 r. próba zdobycia Neuss spełzła na niczym wobec oporu mieszkańców i interwencji wojsk cesarskich. Pozycję Ruprechta osłabiła też śmierć jego brata Fryderyka w 1476 r. W marcu 1478 r. dostał się do niewoli u landgrafa Hesji Henryka III Bogatego, brata jego konkurenta. Zmuszony w niewoli do rezygnacji, abdykował w 1479 r., a w kolejnym roku zmarł.